# Конрад Ялоха
Конрад Ялоха (пол. Konrad Jałocha, нар. 9 травня 1991, Варшава, Польща) — польський футболіст, воротар футбольної команди «Лєґія» що нині виступає в польській Екстраклясі.